# George Smith
George Elwood Smith (White Plains, 10 de maio de 1930 – Barnegat, 28 de maio de 2025) foi um físico estadunidense, um dos inventores do Dispositivo de Carga Acoplado (CCD).

## Carreira
Trabalhou de 1959 a 1986 no Bell Labs, onde pesquisou novos Laser e semicondutores. Em 1969 inventou, com Willard Boyle, o CCD. Por esta invenção, receberam em 1973 a medalha Franklin Instituts Stuart Ballantine.
Foi agraciado com o Nobel de Física de 2009, pela invenção do CCD.

## Morte
Smith morreu aos 95 anos em 28 de maio de 2025, em sua casa em Barnegat, Nova Jérsia.